# 醛固酮增多症
醛固酮增多症（hyperaldosteronism）又称高醛固酮症，是一种由于腎上腺产生的醛固酮过多导致的疾病。醛固酮过多可进一步造成血液中钾水平降低（低鉀血症）和氢离子排泄增多（碱中毒）。

## 症状
醛固酮增多症既可能无症状，也可能有如下症状：
- 疲勞
- 頭痛
- 高血壓
- 低鉀血症
- 高鈉血症
- 低血鎂症
- 间歇性或暂时性瘫痪
- 痙攣
- 肌无力（英语：Muscle weakness）
- 麻木
- 多尿
- 多渴症
- 刺痛
- 代谢性碱中毒（英语：Metabolic alkalosis）[4]